# Björn Holmberg
Björn Ingemar Holmberg, född 8 februari 1936 i Brännkyrka församling i Stockholms stad, död 1 februari 2015 i Hedvig Eleonora församling i Stockholm, var en svensk militär.

## Biografi
Efter studentexamen i Stockholm 1955 avlade Holmberg sjöofficersexamen vid Kungliga Sjökrigsskolan 1959 och utnämndes samma år till fänrik i flottan. Han befordrades till löjtnant 1961 och gick Stabskursen på Marinlinjen vid Militärhögskolan samt befordrades till kapten 1967 och kommendörkapten 1972. Han var detaljchef vid Marinstaben 1976–1978, utbildade sig vid Försvarshögskolan, var sektionschef vid staben för Västra militärområdet 1978–1982, avdelningschef vid Försvarsstaben 1982–1987 och avdelningschef vid Marinstaben 1987–1988. År 1988 befordrades han till kommendör, varpå han 1988–1995 var chef för Värnpliktskontoret för marinen och 1995–1996 chef för Pliktverkets regionkontor i Stockholm.
Björn Holmberg invaldes 1989 som ledamot av Kungliga Örlogsmannasällskapet. År 1999 utträdde han ur sällskapet.
Björn Holmberg gifte sig 1959 med Karin Birgitta Roos (född 1936). Han är gravsatt på Galärvarvskyrkogården i Stockholm.